# Paix sur les champs
Paix sur les champs ist ein belgisches Filmdrama aus dem Jahr 1970 von Regisseur Jacques Boigelot. Er basiert auf dem gleichnamigen Roman von Marie Gevers. Er war der erste belgische Film, der in Hollywood für den Oscar als bester internationaler Film nominiert wurde.

## Handlung
Der alte Heiler Aloysius liegt auf dem Sterbebett und ruft Stanne, den reichsten Bauern der Gegend, und Johanna, eine alte Witwe mit bösen Augen, zu sich. Zwanzig Jahre zuvor, als Johannas Tochter in der Blüte ihrer Jugend starb, endete die gerichtliche Untersuchung mit dem jungen Mädchen, und hatte man nicht gehört, dass sie ihn nicht mehr wollte? Trotz Aloysius’ Bitten weigerten sich Stanne und Johanna, sich zu versöhnen, und trennten sich. Stannes Sohn Louis, der Julia, eine schöne, rothaarige und etwas leichtfertige Frau, geliebt hat, verliert das Interesse an ihr, seit er die süße Lodia, Johannas Tochter, kennengelernt hat, die zwanzig Jahre nach dem Verschwinden ihrer ersten Tochter geboren wurde. Louis und Lodia versuchen, ihre Eltern dazu zu bringen, ihre Liebe zu akzeptieren.